# 愛媛県道338号岩城弓削線
愛媛県道338号岩城弓削線（えひめけんどう338ごう いわぎゆげせん）は、愛媛県越智郡上島町を通る一般県道である。

## 概要
越智郡上島町岩城から同町弓削日比に至る。岩城橋・生名橋・弓削大橋の上島架橋3橋により岩城島・生名島・佐島・弓削島の4島を結ぶ。
2022年（令和4年）3月20日に上島架橋岩城橋工区（延長2 km）が開通し、全線開通した。

### 路線データ
- 起点：愛媛県越智郡上島町岩城（愛媛県道174号岩城環状線交点）
- 終点：愛媛県越智郡上島町弓削日比（愛媛県道172号弓削島循環線交点）
- 総延長：6.1 km

## 歴史
- 1973年（昭和48年）3月16日 - 愛媛県告示第294号により、路線番号338を決定する[2]。
- 1996年（平成8年）3月 - 弓削大橋開通。
- 2004年（平成16年）度 - 生名橋事業化。
- 2006年（平成18年）3月23日 - 生名橋の起工式が行われる[3]。
- 2007年（平成19年）7月 - 生名橋着工[3]。
- 2011年（平成23年）2月6日 - 生名橋開通[4]
- 2022年（令和4年）3月20日 - 上島架橋岩城橋工区（延長2 km）が開通[1]。

## 路線状況

### 道路施設

#### 橋梁
- 上島架橋
  - 岩城橋
  - 生名橋
  - 弓削大橋

## 地理

### 通過する自治体
- 愛媛県
  - 越智郡上島町

### 交差する道路
| 交差する道路              | 交差する場所 | 交差する場所 |
| ------------------------- | ------------ | ------------ |
| 愛媛県道174号岩城環状線   | 岩城         | 起点         |
| 愛媛県道173号横浜生名港線 | 生名         |              |
| 愛媛県道172号弓削島循環線 | 弓削日比     | 終点         |

### 沿線
- 上島町役場（終点付近）